# Fred Royers
Fred Le Gladiateur Royers (Arnhem, 15 maart 1955) is een Nederlandse oud-karateka. De voormalig wereldkampioen WKA is (vecht-) sportverslaggever.
Zijn eerste aanraking met sport was korfbal bij de Arnhemse vereniging EKCA. In 1972 stapt hij over op karate bij de sportschool van Harry Kreytz. Twee jaar later werd hij voor het eerst Nederlands kampioen, een titel die hij in totaal negen keer zou behalen. In die periode maakten kickboksen en Muay Thai een opmars in Europa. Vele budosporters waaronder Royers twijfelden over een overstap. Als toeschouwer bij Nederlands eerste kickboksgala kwam hij tot de conclusie dat het er wel hard aan toe ging. Hij besloot eerst te leren boksen. Hij bereikte na 21 kleine wedstrijden de A-klasse middengewicht. Royers beschouwde zichzelf als middelmatig, maar deed het boksen slechts als ondersteuning voor zijn kickboksambities.
In 1978 waagde hij de sprong. Hij werd lid van Mejiro Gym te Amsterdam onder leiding van Jan Plas. Daar had hij aanvankelijk moeite om weerstand te bieden aan zijn collega's, maar dat gaf zijn volharding een impuls. Anderhalf jaar later wilde Plas Royers zien vechten in de ring. Ondanks Royers' aanvankelijke onwil uit angst, won hij deze eerste wedstrijd. Hierna volgden vele wedstrijden waaronder in het buitenland. Hij won enkele Europese prijzen. In Frankrijk kreeg hij de bijnaam Le Gladiateur.
Omdat zijn vechtsportdisciplines in Nederland niet veel beoefend werden, moest Royers vaker uitwijken naar het buitenland. Hij is de gehele wereld over geweest en heeft van verschillende internationale grootheden les gehad. In 1985 won Royers de WKA-wereldtitel. Een jaar later brak hij tweemaal achter elkaar zijn arm tijdens trainingen waardoor hij zijn handschoenen gedwongen aan de wilgen hing.
Sindsdien is Royers actief als verslaggever. Hij is redacteur bij meerdere bladen en presentator bij Eurosport en specifiek K-1-presentator bij SBS6. Ook heeft hij een boek geschreven. Ook heeft Fred jarenlang karatelessen gegeven bij  sportschool Jaap Venendaal in Ede.
Verder runt hij al jaren zijn eigen sportschool in het Arnhemse Klarendal. 